# Биде
Биде́ (фр. bidet) — небольшая ванна с фонтанчиком для мытья наружных половых органов и области ануса; обычно устанавливается рядом с унитазом; есть модели, совмещённые с унитазом. В качестве альтернативы существуют гигиенический душ и туалетная бумага.

## История
Считается, что биде — это изобретение французских мебелепроизводителей конца XVII века — начала XVIII века, хотя нет точной даты, и имя изобретателя неизвестно. Есть предположение, что её изобретатель — Кристоф де Розьес, личный мебельный мастер французской королевской семьи.
В средние века в королевских домах биде выполняли в виде стула, также оно могло иметь кожаную обивку.

## Интеграция биде и унитаза
В 1980 году первый «безбумажный туалет» был выпущен в Японии под маркой Washlet, это комбинация унитаза и биде, которая также сушит пользователя после мытья. Комбинация туалет-биде особенно популярна в Японии и Южной Корее — к 2011 году было продано около 30 млн. устройств. Внедрение началось с медицинских и общественных учреждений, а теперь присутствует примерно в 60 % жилищ. 
В Турции интеграция биде в унитаз является стандартной для всех туалетов.